# Xgrid
Xgrid — технология, разработанная компанией Apple, позволяющая объединять группу компьютеров в виртуальный суперкомпьютер для проведения распределённых вычислений.
Технология Xgrid была представлена на выставке MacWorld Expo в Сан-Франциско, 6 января 2004 года.
Xgrid позволяет ускорить выполнение задач, связанных с интенсивной загрузкой процессора, посредством объединения ресурсов компьютеров, находящихся в одной локальной сети. Администраторы Mac OS X Server могут группировать компьютеры одной сети в кластеры. Любой компьютер под управлением Mac OS X 10.3 или более поздней может подключиться к кластеру, используя встроенный агент Xgrid.
Xgrid помогает учёным, 3D-дизайнерам и многим другим специалистам, работающим в сферах, требующих использования высоких компьютерных мощностей, полностью задействовать или динамически перераспределять все имеющиеся вычислительные ресурсы для оптимального и быстрого выполнения задач. К примеру, в Калифорнийском университете Беркли был создан кластер Seti@Homeproject, который даёт возможность пользователям по всему миру предоставить мощности своих компьютеров для анализа данных, полученных с радиотелескопов, в поисках инопланетных цивилизаций.
Xgrid состоит из 3 компонентов: агент (исполняющие задачи компьютеры), контроллер (кластерообразующий и контролирующий процессы компьютер), клиент (направляющий кластеру задачи на выполнение). Агент Xgrid использует сетевую технологию Bonjour для подключения к кластеру. Запустить агент можно в System Preferences > Sharing > Services. Для дальнейшей настройки выделите пункт Xgrid и нажмите Configure; здесь можно определить, какой контроллер будет использован — первый доступный или определённый пользователем; настроить, когда компьютер будет работать с полученными от кластера заданиями (всегда или только при отсутствии активных локальных задач); выбрать способ подключения агента к контроллеру (для получения сведений о типе подключения обратитесь к администратору кластера).
Чтобы Ваш компьютер мог стать контроллером Xgrid, следует установить на него Mac OS X Server.